# Сухой (Братск)
Сухой — жилой район в Правобережном районе (территориально-административном округе) Братска. Бывший посёлок городского типа в Иркутской области России.

## Физико-географическая характеристика
Расположен на правом берегу реки Ангара. Площадь — 3,8 км².
Климат резко континентальный с продолжительной суровой зимой (от –25 до –45 °С) и коротким жарким летом (до +25 - 30 °С). Отопительный сезон продолжается 246 суток. Сухой относится к территориям, приравненным к районам Крайнего Севера. Выпадает около 370 мм осадков в год.
Расстояние до областного центра — города Иркутска:
- 983 км по железной дороге (Братск — Тайшет — Иркутск)
- 618 км по автомобильной дороге (Братск — Тулун — Иркутск)

## Уличная сеть
Уличная сеть состоит из двадцати двух улиц.

## История
Возник в 1958 году при подготовке Братского водохранилища, когда из посёлка Правобережного на новое место, на берегу залива реки Зябы, переносили Плехановскую лесоперевалочную базу. Много лет в Сухом располагалась геологоразведочная экспедиция. В декабре 1960 года посёлки Осиновка и Сухой были объединены в Осиновский поселковый совет депутатов трудящихся. В 1999 году включён в состав города Братска.

## Население
Население составляет 2,1 тысячи человек.

## Инфраструктура
В посёлке присутствуют несколько магазинов. Работает детский сад № 132, школа № 28, дом культуры «Юность», отделение почты России № 83.
В посёлке работает только летний водопровод (вода качается из рядом расположенного водохранилища). Вся питьевая вода — привозная (привоз осуществляется водовозками). Присутствует интернет, электричество, сотовая связь.

## Транспорт
Доступен автомобильным транспортом. В соседнем микрорайоне Гидростроитель находится станция Восточно-Сибирской железной дороги Гидростроитель. 
Существует рейсовый автобус № 5 45 квартал – Сухой (перевозчик ООО «БАХ Управление»).

## Галерея
- Вид на гору Коврижка
- Рассвет в посёлке Сухой (вид со второго этажа школы)
- Вид на гору Рудник
- Улица Еловая (вид на северо-восток)
- Площадь посёлка
- Дом культуры "Юность" в посёлке (бело-зелёное здание)